# Gunnar fra Lidarende
Gunnar Hámundarson var en islandsk høvding i 900-tallet. Han boede i Hlíðarendi i Fljótshlíð og kendes også som Gunnar Hlíðarendi og Gunnar fra Lidarende. Han har en fremtrædende rolle i første halvdel af Njáls saga, der fortæller om en række begivenheder, der i sidst ende leder til hans død i kamp.
Han var gift med Hallgerðr Höskuldsdóttir fra Höskuldsstaðir i Laxárdal i Dalasýsla, der var kendt som Hallgerðr langbrók ("Hallgerður langbroge"). Han var hendes tredje mand. Det siges at hun fik slået begge sine foregående mænd ihjel, men hun dræbte kun den første. Hendes ægteskab blev betragtet som uforsigtigt af Gunnars ven Njáll Þorgeirsson, fordi de blev gift af kærlighed og ikke som et fornuftsægteskab.